# Enes Kaya

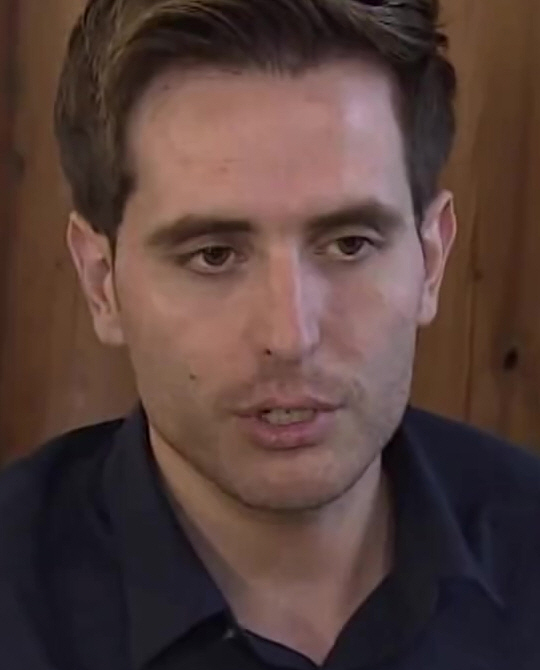
Enes Kaya

Enes Kaya (koreanisch 에네스 카야; * 22. August 1984 in Istanbul) ist eine türkische Fernsehpersönlichkeit und als Unternehmer aktiv in Südkorea. Er hatte Nebenrollen in mehreren Filmen.

## Leben und Karriere
Kaya wurde am 22. August 1984 in Istanbul geboren. 2001 reiste Kaya nach Südkorea, um dort zu studieren. Er studierte an der Konkuk University. Danach setzte er sein Studium an der Hanyang University fort. Sein Debüt gab er 2010 in dem Film Haunters. 2014 tauchte er in der Sendung Non-Summit auf. Wegen seines Ehebruchsskandals wurde Kaya 2014 aus allen Programmen gefeuert. Außerdem war er Produktionsleiter in dem niederländischen Film Wolf. 2015 bekam er eine Rolle in dem Film Perfect Proposal.

## Filmografie
Filme
- 2010: Haunters
- 2013: Cold Eyes
- 2013: Wolf
- 2015: Perfect Proposal

Sendungen
- 2007: Global Talk Show
- 2007: Exclamation Mark
- 2013: Vitamin
- 2013: Jagiya
- 2013: Hello Hello
- 2014: Yeo Yoo Man Man
- 2014: World Changing Quiz
- 2014: Saturday Night Live Korea
- 2014: Non-Summit